# Lakeith Stanfield
Lakeith Lee Stanfield (San Bernardino, 12 augustus 1991) soms gecrediteerd als Keith Stanfield, is een Amerikaans acteur en rapper.
Stanfield is naast acteur ook dichter en rapartiest. Hij is lid van de band Moors. Hij maakte zijn filmdebuut in 2008 met de korte film Short Term 12 van Destin Daniel Cretton als afstudeerproject aan de San Diego State University. In 2013 speelde hij ook een rol in de langspeelfilm Short Term 12 van Cretton die in première ging op het South by Southwest. In 2016 speelde hij een van hoofdrollen in de televisieserie Atlanta.

## Filmografie

### Film
| Jaar | Titel                          | Rol                         |
| ---- | ------------------------------ | --------------------------- |
| 2013 | Short Term 12                  | Marcus                      |
| 2014 | The Purge: Anarchy             | Young Ghoul Face            |
| 2014 | Selma                          | Jimmie Lee Jackson          |
| 2015 | Dope                           | Bug                         |
| 2015 | Straight Outta Compton         | Snoop Dogg                  |
| 2015 | Miles Ahead                    | Junior                      |
| 2015 | Memoria                        | Max                         |
| 2016 | Live Cargo                     | Lewis                       |
| 2016 | Snowden                        | Patrick Haynes              |
| 2017 | Get Out                        | Andre Hayworth / Logan King |
| 2017 | Crown Heights                  | Colin Warner                |
| 2017 | The Incredible Jessica James   | Damon                       |
| 2017 | War Machine                    | Billy Cole                  |
| 2017 | Izzy Gets the F*ck Across Town | George                      |
| 2017 | Death Note                     | L                           |
| 2017 | Quest                          | Diego                       |
| 2018 | Sorry to Bother You            | Cassius "Cash" Green        |
| 2018 | Come Sunday                    | Reggie                      |
| 2018 | The Girl in the Spider's Web   | Ed Needham                  |
| 2019 | Someone Great                  | Nate Davis                  |
| 2019 | Uncut Gems                     | Demany                      |
| 2023 | Haunted Mansion                | Ben Matthias                |
| 2025 | Die, My Love                   | Karl                        |

### Televisie
| Jaar      | Titel                  | Rol         | Opmerkingen     |
| --------- | ---------------------- | ----------- | --------------- |
| 2016-2018 | Atlanta                | Darius Epps | 15 afleveringen |
| 2018      | Random Acts of Flyness |             | 1 aflevering    |

## Theater
| Jaar | Titel                   | Rol |
| ---- | ----------------------- | --- |
| 2017 | Changers: A Dance Story |     |